# Tennistoernooi van Rome 2020
|                                       |  |                                       |
| Simona Halep, winnares bij de vrouwen |  | Novak Djokovic, winnaar bij de mannen |

Het tennistoernooi van Rome van 2020 werd van maandag 14 tot en met maandag 21 september 2020 gespeeld op de gravelbanen van het Foro Italico in de Italiaanse hoofdstad Rome. Wegens de coronapandemie was het evenement verplaatst van mei naar september. De officiële naam van het toernooi was Internazionali BNL d'Italia.
Het tennistoernooi van Rome trok 1.225 toeschouwers. Vanwege de coronapandemie werd er slechts een beperkt deel van bezoekerscapaciteit toegelaten.
Het toernooi bestond uit twee delen:
- WTA-toernooi van Rome 2020, het toernooi voor de vrouwen
- ATP-toernooi van Rome 2020, het toernooi voor de mannen

## Toernooikalender
| Rome              | september 2020 | september 2020 | september 2020 | september 2020 | september 2020 | september 2020 | september 2020 | september 2020 |
| Rome              | maa 14         | din 15         | woe 16         | don 17         | vrĳ 18         | zat 19         | zon 20         | maa 21         |
| ----------------- | -------------- | -------------- | -------------- | -------------- | -------------- | -------------- | -------------- | -------------- |
| vrouwenenkelspel  | 1e ronde       | 1e ronde       | 2e ronde       | 2e ronde       | 3e ronde       | kwartfinale    | halve finale   | finale         |
| vrouwendubbelspel | 1e ronde       | 1e ronde       | 1e ronde       | 2e ronde       | kwartfinale    | halve finale   | finale         |                |
| mannenenkelspel   | 1e ronde       | 1e ronde       | 2e ronde       | 2e ronde       | 3e ronde       | kwartfinale    | halve finale   | finale         |
| mannendubbelspel  |                | 1e ronde       | 1e ronde       | 2e ronde       | kwartfinale    | halve finale   | finale         |                |

ATP-toernooi van Rome – WTA-toernooi van Rome

1990 · 1991 · 1992 · 1993 · 1994 · 1995 · 1996 · 1997 · 1998 · 1999 · 2000 · 2001 · 2002 · 2003 · 2004 · 2005 · 2006 · 2007 · 2008 · 2009 · 2010 · 2011 · 2012 · 2013 · 2014 · 2015 · 2016 · 2017 · 2018 · 2019 · 2020 · 2021 · 2022 · 2023 · 2024